# Sainte-Hélène-du-Lac
 Sainte-Hélène-du-Lac  es una población y comuna francesa, en la región de Ródano-Alpes, departamento de Saboya, en el distrito de Chambéry y cantón de Montmélian.

## Demografía
| 351 | 342 | 298 | 411 | 543 | 599 |
| Para los censos de 1962 a 1999 la población legal corresponde a la población sin duplicidades (Fuente: INSEE [Consultar]) |     |     |     |     |     |